# Lutte
Pour les articles ayant des titres homophones, voir Lute, Lût et Luth.
Cet article concerne un sport de combat. Pour d'autres sports de nom similaire, voir Lutte (homonymie).
La lutte est une discipline sportive et un sport de combat. Il en existe un très grand nombre de variétés mais on peut en distinguer trois principales : la lutte libre (LL), la lutte gréco-romaine (GR) et la lutte féminine (LF).
La lutte est un système de combat à mains nues au cours duquel les adversaires se mesurent au corps à corps sur un tapis sans attraper la tenue de l'adversaire (comme en no-gi mais contrairement au judo ou aux oppositions en "gi" du jiu-jitsu brésilien et du grappling). L'objectif est de remporter le combat soit en faisant tomber l'adversaire au sol et en maintenant ses deux épaules collées au tapis : c'est le tombé ; soit en gagnant aux points. Il existe cependant des règles particulières selon les différents styles. Ne pas confondre avec le catch aussi nommé « lutte professionnelle » ou simplement « lutte » au Québec et au Nouveau-Brunswick.

## La lutte en Grèce antique
Les deux lutteurs, front contre front et tenus l'un à l'autre, forment un λ dessiné par le haut du corps et les jambes. Les Spartiates furent les premiers à se montrer nus et se frotter d'huile dans les compétitions sportives. Les athlètes portaient une ceinture qui cachait le pénis, et selon Thucydide, la pratique n'a été abandonnée que peu de temps avant le Ve siècle av. J.-C. La zone de combat était en terre battue qu'on mouillait pour rendre les chocs moins violents. Les combats étaient supervisés par un arbitre tenant un bâton avec lequel il venait pointer les fautes pouvant être commises par les combattants.
Il s'agissait de la discipline de combat la plus populaire des jeux panhelléniques avec des athlètes célèbres comme Milon de Crotone.
Pour remporter un affrontement, les participants devaient marquer un total de trois points. On dénombre trois manières de marquer un point; la première est de projeter l'adversaire sur son dos, sa hanche ou son épaule, la deuxième consiste à faire en sorte que n'importe quelle partie du corps de l'adversaire touche le sol en dehors de la zone de combat, enfin la dernière est de soumettre son opposant à l'aide d'une prise de soumission comme un étranglement. L'étranglement arrière depuis une prise du dos d'un adversaire ventre au sol, semble être une soumission fréquente à l'époque. Une soumission très fréquente dans des sports actuels comme le MMA ou encore le jiu-jitsu brésilien.
En Grèce antique la lutte aurait été inventé par Palaestra, une fille du dieu Hermès, déesse de la lutte.

## Histoire de la lutte en Europe

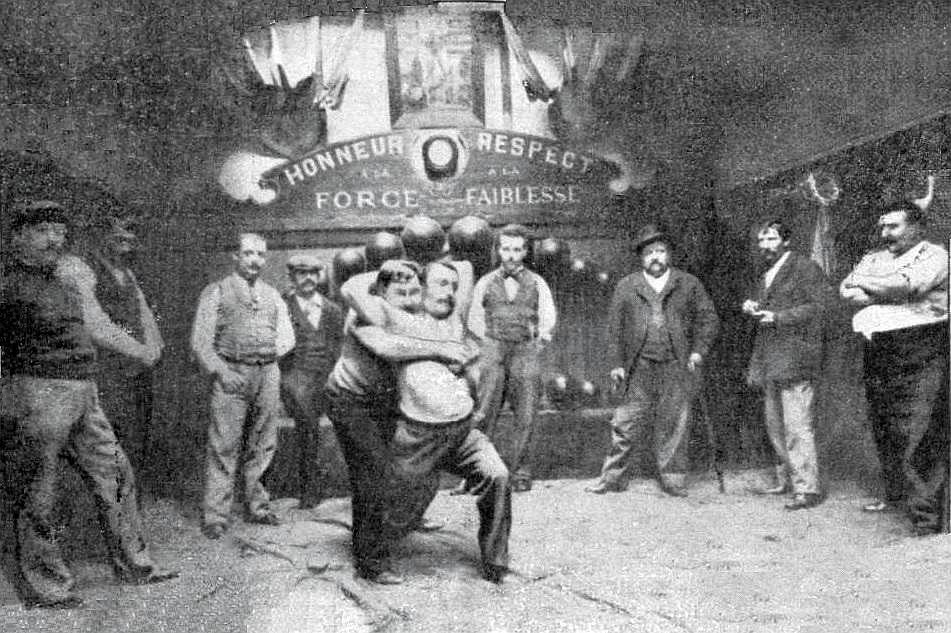
Salle de lutte en 1898 (le cabaret du père Noël, à Paris).

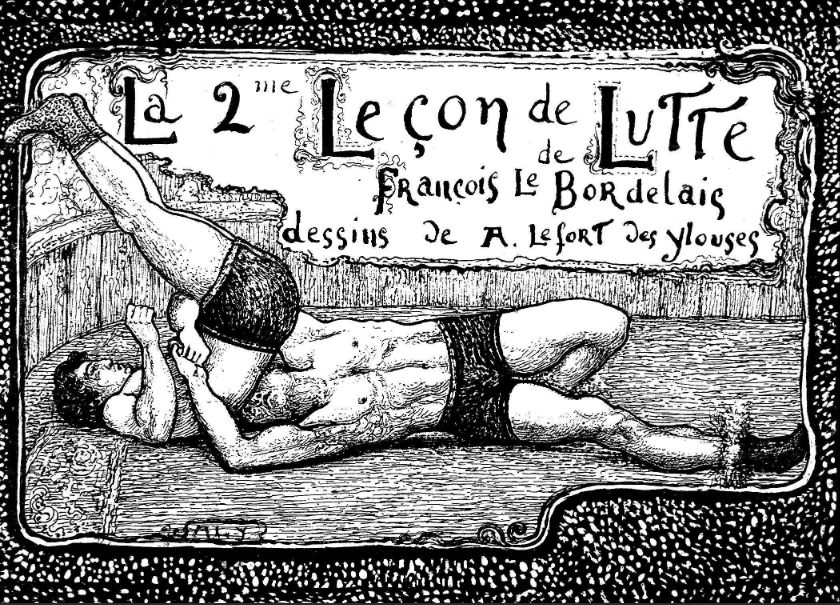
2e fascicule de Leçon de lutte par François Le Bordelais, illustré et édité par Lefort des Ylouses (1898).

La lutte est pratiquée en Europe depuis l'Antiquité. Elle fut pratiquée à toute époque avec des règles différentes selon les régions. De nombreux maîtres de lutte ont écrit des traités sur leur art, par exemple au Moyen Âge : Fiore dei Liberi (Italien), Pietro Monte (Italien), Ott le juif (Allemand), Fabian von Auerswald (Allemand), Sigmund Ringeck (Allemand).
Puis au XVIIe siècle Nicolas Petter (1624 – 1672), un Allemand qui publie un traité en 1674 puis 1680.
Au XVIIIe siècle Jean-George Pasche (Allemand), qui publie de nombreux ouvrages, dont un sur la lutte en 1657.
Au XIXe siècle, la lutte se développe encore davantage. De nombreux traités sont publiés comme ceux de Léon Ville, Paul Pons, et de François le Bordelais (pseudonyme de Paul Levacher). Des lutteurs inscrivent leurs noms dans l'histoire comme Joseph Arpin et les frères Marseille. Ils pratiquaient à l'époque la « lutte française » ancien nom de la lutte gréco-romaine. En Suisse on peut citer A. Birmann qui publie le Manuel de lutte libre en 1876.
Au début du XXe siècle l'arrivée du ju-jitsu japonais bouleverse les pratiques, et de nouvelles méthodes, souvent orienté vers la défense personnelle, mélangeant ju-jitsu, lutte français et boxe française sont créés comme celles de Charles Péchard (Le jiu-jitsu pratique - 1906), de A. Buvat (Le memento de Jiu-Jitsu - 1906) ou d'Emile Maitrot (Les sports de défense - 1920).

## Histoire olympique moderne
Lors des Jeux olympiques, l'apparition de la lutte à Athènes en 1896 fut tellement importante d'un point de vue historique qu'elle devint l'élément central des Jeux. La lutte gréco-romaine était perçue comme la vraie réincarnation de la lutte grecque et de la lutte romaine de l'Antiquité.
La lutte libre a été admise aux Jeux olympiques lors de la session du CIO tenue à Paris en 1901. Les premières épreuves olympiques ont eu lieu lors des Jeux olympiques d'été de 1904 à Saint-Louis aux États-Unis. Les officiels olympiques décidèrent d'ajouter cette nouvelle discipline, au passé certes moins riche et moins noble que son aînée mais jouissant d'une énorme popularité notamment en Grande-Bretagne et aux États-Unis, l'une des attractions vedettes des fêtes foraines et des foires du XIXe siècle, une forme de divertissement professionnel.
Tout comme la lutte gréco-romaine, elle compte désormais parmi les grandes disciplines des Jeux olympiques.
Aujourd'hui, la fédération de Russie domine en lutte, aussi bien en lutte libre qu'en lutte gréco-romaine, mais elle est talonnée par les Etats-Unis et l'Iran. D'autres pays comme l’Azerbaïdjan, la Turquie, l’Arménie, la Géorgie, le Japon  produisent des lutteurs de classe mondiale. 
Pour les Jeux olympiques de Sydney en 2000, le programme de lutte fut modifié. Depuis 1972, la lutte était divisée en dix catégories de poids dans les deux styles. Aux Jeux de Sydney, seules huit catégories de poids furent représentées dans chaque style. Les poids ont aussi légèrement changé et la catégorie la plus légère, appelée communément poids mi-mouche, a tout simplement été supprimée.
La réduction du nombre de catégories de 10 à 7 depuis 2004 en LL et en GR a permis l'introduction de la lutte féminine avec quatre catégories de poids aux Jeux olympiques d'Athènes en 2004.
Actuellement, il existe 6 catégories de poids par style (LL; GR; LF) au programme des jeux olympiques.
Le premier championnat du monde de lutte libre a eu lieu à Helsinki, en 1951. Dix-sept pays se partagèrent les médailles de lutte libre aux Jeux olympiques de 1996 à Atlanta. Ils furent 15 à Sydney et 17 à Athènes.
La Commission exécutive du CIO a proposé de retirer la lutte du programme olympique à partir des Jeux olympiques de 2020. Le 8 septembre 2013, lors de la 125e session du CIO qui s'est tenue à Buenos Aires en Argentine, il a été finalement décidé de maintenir la lutte au programme des Jeux olympiques de 2020 et de 2024.
La lutte sénégalaise est un sport traditionnel très apprécié au Sénégal. La lutte sénégalaise est indissociable  de la lutte africaine car cette lutte est aussi pratiqué en Gambie comme dans d'autres pays africains.

## État actuel de la lutte dans le monde

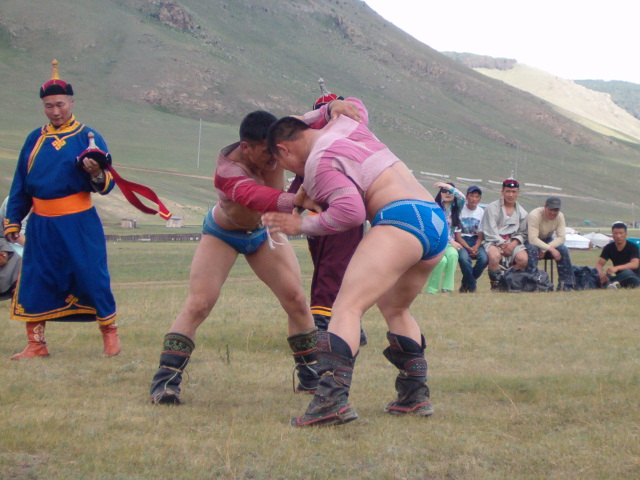
Lutte mongole

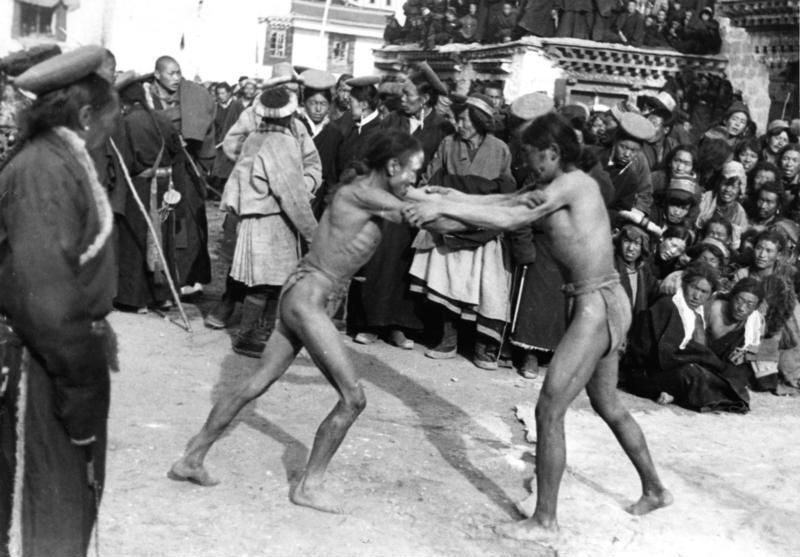
Lutte pendant les festivités du Losar à Lhasa en 1939.

Aujourd'hui, on dénombre des centaines de styles de lutte différents dans le monde entier. Et de nombreux pays ont des styles locaux, comme le style Glíma en Islande, Schwingen en Suisse, la lutte Cumberland en Grande-Bretagne, le Gouren en Bretagne (France), la Istrumpa en Sardaigne (Italie), le Grech en Tunisie, la Lucha Canaria aux îles Canaries, la lutte léonaise dans le nord de l'Espagne ou la Lutte sénégalaise, etc.
En dehors des luttes traditionnelles, on peut dissocier 4 formes de luttes réglementées par des fédérations internationales: la lutte libre, la lutte gréco-romaine, le grappling et le sambo.
La lutte libre est un style de lutte complet qui autorise des saisies sur l'ensemble du corps de l'adversaire. Les lutteurs libres adoptent par conséquent une garde penchée lors des combats afin d'éloigner leurs jambes de l'adversaire. La lutte libre est pratiquée à la fois par les hommes et par les femmes (avec quelques règles différentes pour les femmes).
La lutte gréco-romaine limite les prises à la partie supérieure du corps. C'est un style réservé exclusivement aux hommes. Dans ce style, les lutteurs adoptent une posture plus droite qu'en lutte libre, car ils n'ont pas besoin de protéger leurs jambes. 
Le sambo est une combinaison de judo et de lutte libre ; surtout populaire dans les républiques de l'ancienne Union soviétique, il n'a jamais fait partie du programme olympique.
Le grappling est considéré comme un style de lutte. Il est d'ailleurs associé à différentes organisations de lutte nationale (comme en France) ou internationale, notamment à United World Wrestling qui organise des compétitions de grappling. Le but du grappling et de soumettre l'adversaire en exécutant sur celui-ci des clefs ou des étranglements. 
La lutte de plage a été codifiée par la Fédération internationale des luttes associées lors de son congrès de 2004 à Athènes, afin de rassembler différentes formes de lutte de plage pratiquées dans le monde. Ce sport se pratique, pour les hommes comme pour les femmes dans un cercle de 7 m de diamètre. Depuis les nouvelles règles formulées en 2015, Le lutteur doit pour gagner marquer trois points, soit en amenant son adversaire au sol (1 point), soit en le poussant hors du cercle (1 point), soit en faisant toucher le sol aux épaules de son adversaire lors d'une chute (2 points). Il existe des championnats du monde de lutte de plage. La discipline a été présente aux Jeux de la Micronésie de 2014.

## Règles internationales
Les règles de la lutte gréco-romaine, de la lutte libre et de la lutte féminine sont définies par la United World Wrestling. Les autres types de lutte (beach wrestling (en), pancrace, grappling et luttes traditionnelles telles que la lutte à la ceinture, la lutte africaine, le kushti, le mutaraha et le pahlavani) sont soumises à un règlement spécifique.

### Différences selon le type de lutte
La lutte gréco-romaine et la lutte libre se distinguent principalement par l'interdiction stricte, dans la lutte gréco-romaine, de saisir l'adversaire en dessous des hanches, de faire des crocs-en-jambe et d'utiliser activement les jambes lors de l’exécution de toute action, alors que toutes ces actions sont autorisées en lutte libre. La lutte féminine suit les règles de la lutte libre, tout en interdisant les prises de clefs doubles (double Nelson).

### Surface de combat
La lutte gréco-romaine, la lutte libre et la lutte féminine se pratiquent sur un tapis. Ce tapis de neuf mètres de diamètre, entouré d'une garniture de même épaisseur et d’1m50 de largeur, doit être homologué par la fédération internationale ; il doit être neuf pour les compétitions des Jeux Olympiques, des championnats et coupes (même pour les tapis d'échauffement et d'entraînement).

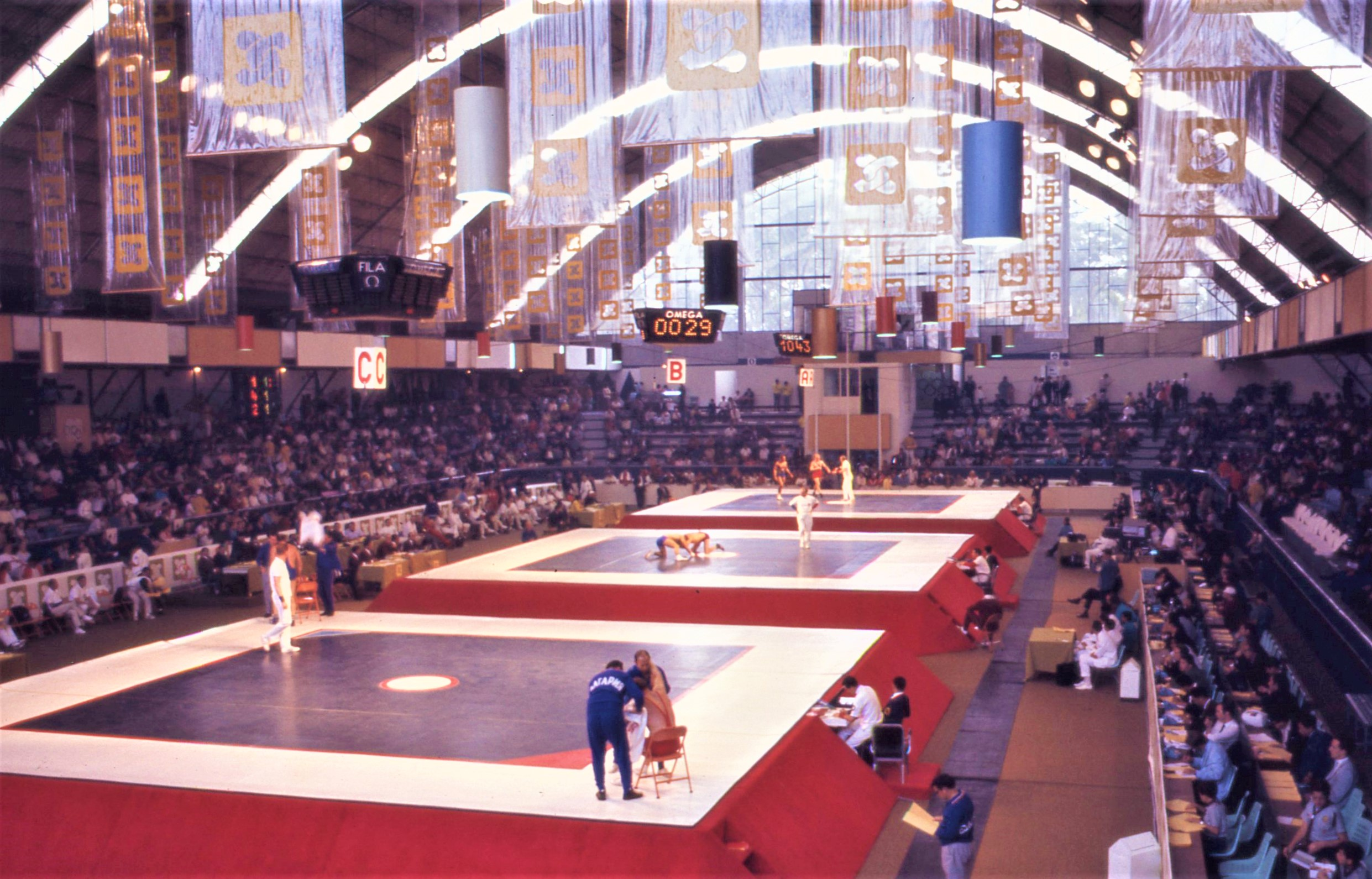
Tapis de lutte en 1968 (lors des Jeux olympiques d'été à Mexico)
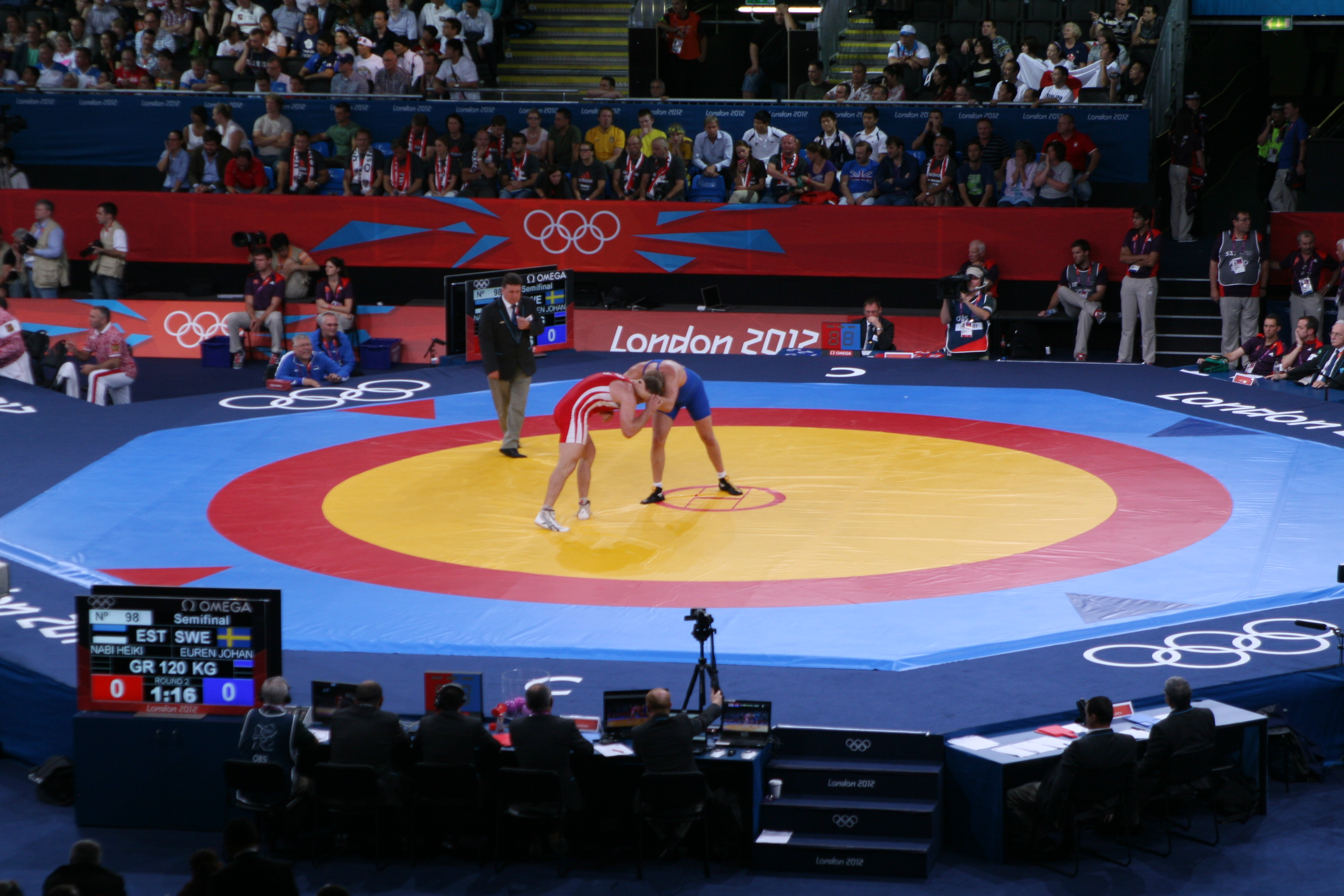
Tapis de lutte (ici pour un match de lutte gréco-romaine aux Jeux olympiques d'été de 2012 à Londres)
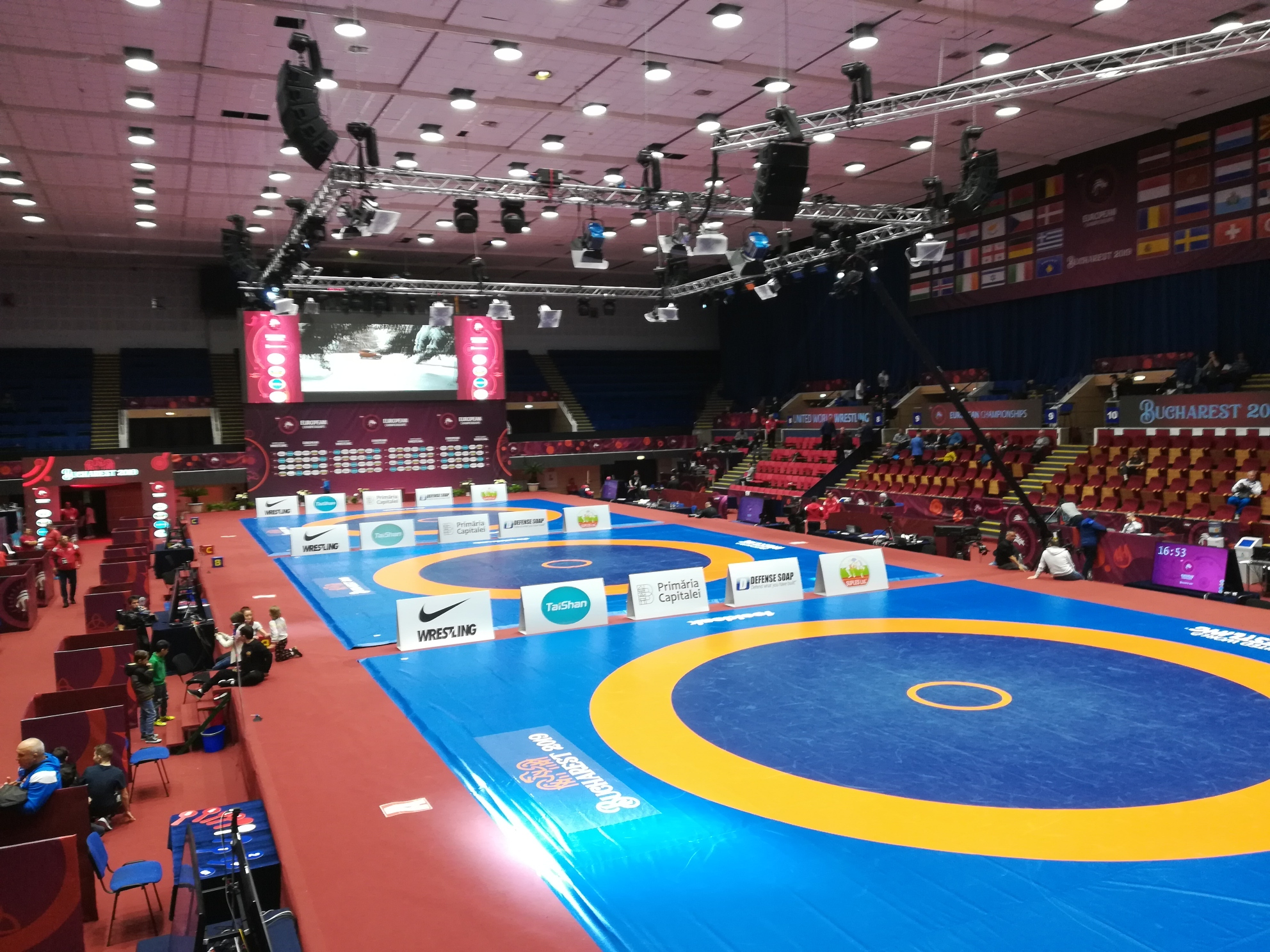
Tapis de lutte (championnat d'Europe de 2019 à Bucarest)

## Lexique

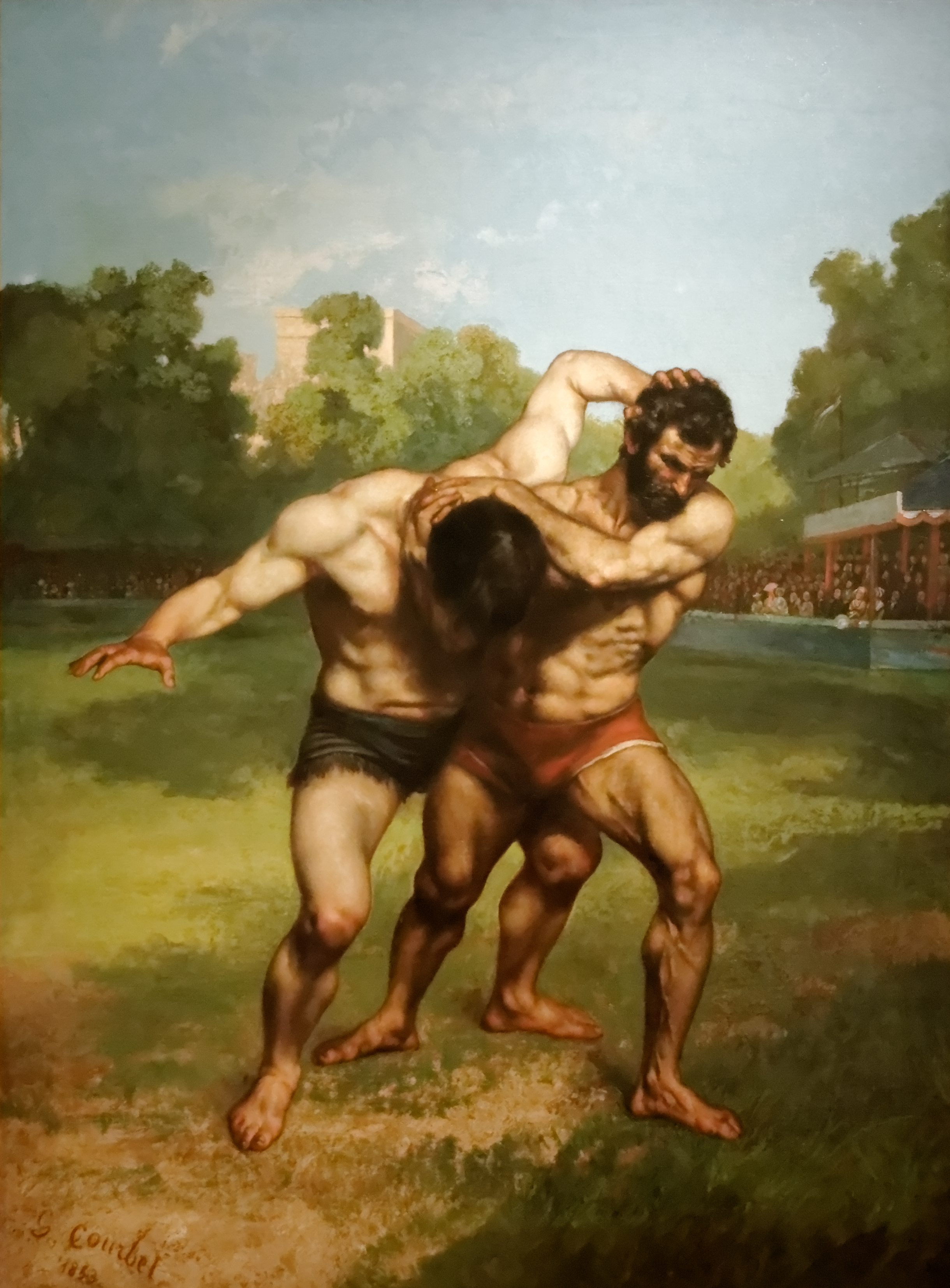
Lutteurs (1853), Gustave Courbet. Musée des beaux-arts de Budapest

- Croisillon (ou croisé de chevilles) : prise de lutte au sol. Le lutteur attaquant saisit les jambes de son adversaire en les faisant croiser l'une sur l'autre. Il roule ensuite sur le côté, entraînant son adversaire avec lui.
- Action : demande de l'arbitre appelant les lutteurs à engager le combat.
- Bras roulé : mouvement consistant pour un lutteur à ceinturer de ses bras le corps de son adversaire avant de le projeter sur le tapis.
- Ceinture arrière exécutée avec souplesse : prise consistant pour un lutteur à projeter son adversaire de façon spectaculaire en exécutant un grand arc de cercle tout en le tenant par derrière.
- Ceinture de côté : prise au sol. L'attaquant ceinture avec ses bras le tronc de l'adversaire avant de rouler sur un côté.
- Disqualification : élimination d'un lutteur d'un match pour infraction aux règlements.
- Attaque de jambes : mouvement consistant pour un lutteur à amener son adversaire au sol en le plaquant après lui avoir saisi les jambes.
- Forfait : victoire prononcée lorsqu'un lutteur est disqualifié ou blessé trop sévèrement pour poursuivre le combat ou qu'il ne se présente pas pour le match à l'appel de son nom.
- Passivité : situation où le lutteur refuse le combat sur le tapis et où il se trouve pénalisé par un point, lequel est attribué à son adversaire.
- Fuite de tapis : situation où le lutteur sort volontairement du tapis et où il se trouve pénalisé par un point, lequel est attribué à son adversaire.
- Liane : mouvement au cours duquel un lutteur se sert de ses jambes pour faire tourner son adversaire.
- Lutte gréco-romaine : forme traditionnelle de lutte dans laquelle les lutteurs ne peuvent se servir que de leurs bras et de la partie supérieure de leur corps pour attaquer et dans laquelle ils ne peuvent maintenir que ces parties-là du corps de leurs adversaires.
- Lutte libre : style de lutte où les lutteurs sont autorisés à utiliser les bras, les jambes et le reste du corps et à se saisir au-dessus et en dessous de la ceinture.
- Manche : en deux manches de trois minutes entrecoupées par une pause de 30 secondes.
- Mise en danger : position dans laquelle le dos d'un lutteur forme un angle de moins de 90 degrés avec le tapis et dans laquelle le lutteur est maintenu par son adversaire. Le lutteur effectuant l'action marque alors 2 points.
- Open : ordre de l'arbitre demandant à un lutteur d'ouvrir sa position afin de ne pas bloquer l'exécution d'une prise adverse.
- Par terre : sur le tapis, position de départ dans laquelle un des lutteurs se tient les mains et les genoux contre le tapis, alors que l'autre lutteur se tient à genoux sur le côté, les mains posées sur le dos du premier lutteur.
- Points techniques : points marqués pendant le combat.
- Pont : position arquée adoptée par un lutteur dos au tapis pour éviter que son dos ne touche le tapis.
- Prise de « grande amplitude » : projection dans laquelle le centre de gravité de l'adversaire est supérieur au lutteur qui tente de le projeter. Le lutteur effectuant cette prise marque alors cinq points.
- Prise de bras : contrôle des bras de l'adversaire.
- Bras à la volée : mouvement consistant pour un lutteur à projeter son adversaire par-dessus son épaule en lui tenant le bras.
- Rond central : petit cercle à l'intérieur du tapis de lutte.
- Supériorité technique : combat remporté par un lutteur lorsque la différence de points est supérieure ou égale à 10 points.
- Surface centrale de lutte : cercle sur le tapis de lutte situé entre le rond central et la zone de passivité.
- Zone de passivité: Surface intérieur du tapis. L'arbitre annonce "zone" au lutteur qui se rapproche du cercle afin de l'avertir qu'il est sur la point d'être sorti par son adversaire.
- Tombé : mouvement visant à maintenir les épaules de l'adversaire contre le tapis. Cette action arrête le match et donne la victoire.
- Tours de qualification : tours effectués afin d'obtenir le nombre de combats requis pour pouvoir commencer l'élimination directe.
- Tours de repêchage : combats effectués par les lutteurs qui se sont inclinés face aux deux finalistes pour déterminer lesquels remporteront les médailles de bronze.

## Quelques records
Le plus long match de l'histoire de la lutte moderne eut lieu lors des Jeux olympiques d'été de 1912 de Stockholm : lors de la demi-finale des moins de 75 kg en gréco-romaine, l'Estonien Martin Klein et le Finlandais Alfred Asikainen luttèrent sous le soleil pendant 11 heures consécutives, faisant une brève pause toutes les 30 minutes. Klein remporta le match, mais ne put se présenter pour la finale prévue le lendemain. Les officiels se rendirent compte que des modifications de réglementation devaient être entreprises. Les limites de temps furent introduites pour la première fois lors des matchs de lutte des jeux olympiques de 1924.
Mijaín López, Cubain,  est le seul athlète à avoir remporté cinq médailles d’or individuelles en cinq olympiades consécutives.

## Quelques lutteurs
- Buvaysar Saytiev, lutteur libre russe.
- Mijaín López, lutteur gréco cubain.
- Hassan Yazdani, lutteur libre iranien.
- Steeve Guénot, lutteur gréco français.
- Saori Yoshida, lutteuse japonaise.
- Jordan Burroughs, lutteur libre américain.
- Yvon Riemer, lutteur gréco français.
- Yui Susaki, lutteuse japonaise
- Patrice Mourier, lutteur gréco français.
- Mavlet Batirov, lutteur libre russe.
- Anna Gomis, lutteuse française.
- Alexander Kareline, lutteur gréco russe.
- Valentin Yordanov, lutteur libre bulgare.
- Dave Schultz (lutte), lutteur libre américain.
- Mark Schultz (lutte), lutteur libre américain.
- Alexander Leipold, lutteur libre allemand.
- Abdulrashid Sadulaev, lutteur libre russe.

## Galerie

### La lutte dans le monde

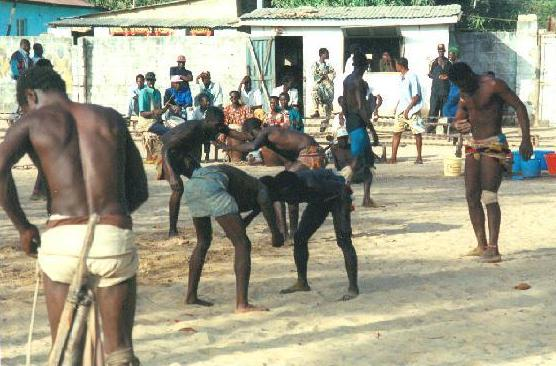
Lutte en Gambie
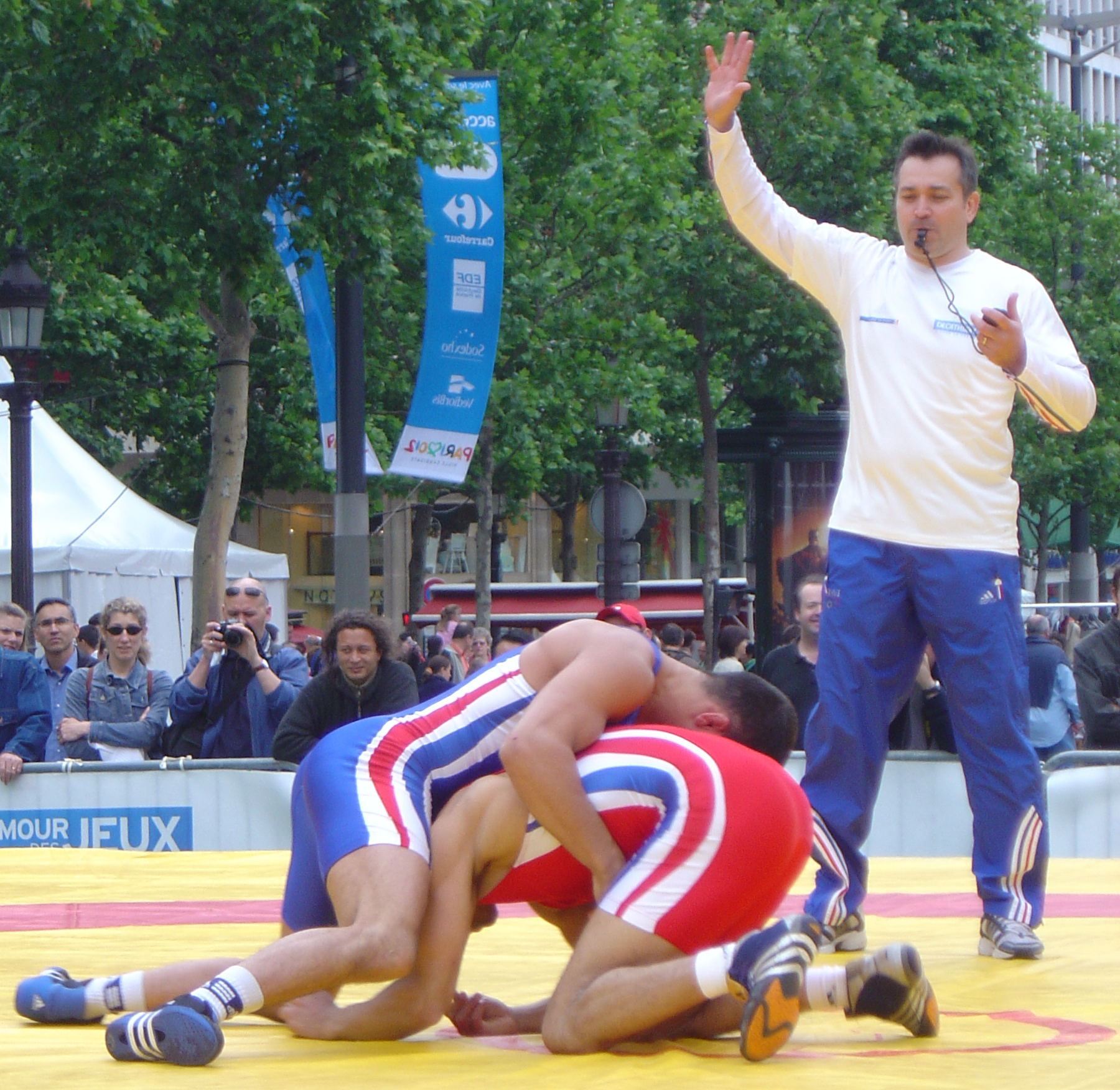
Lutte olympique
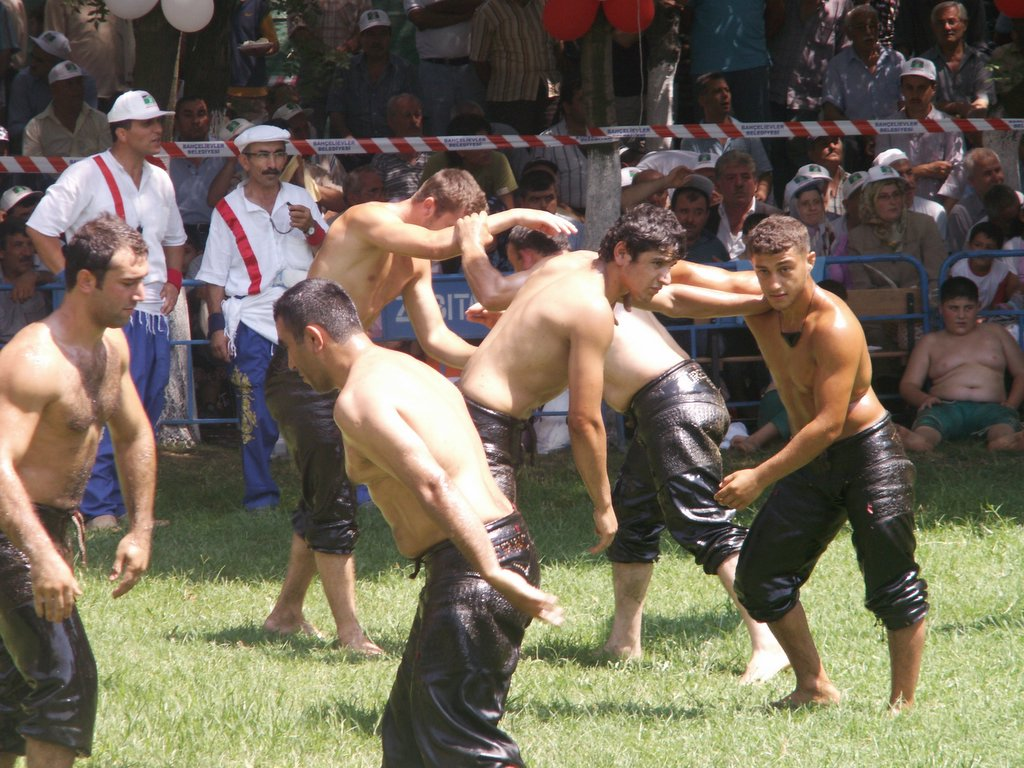
Lutte turque (Yağlı güreş)

### La lutte dans l'art

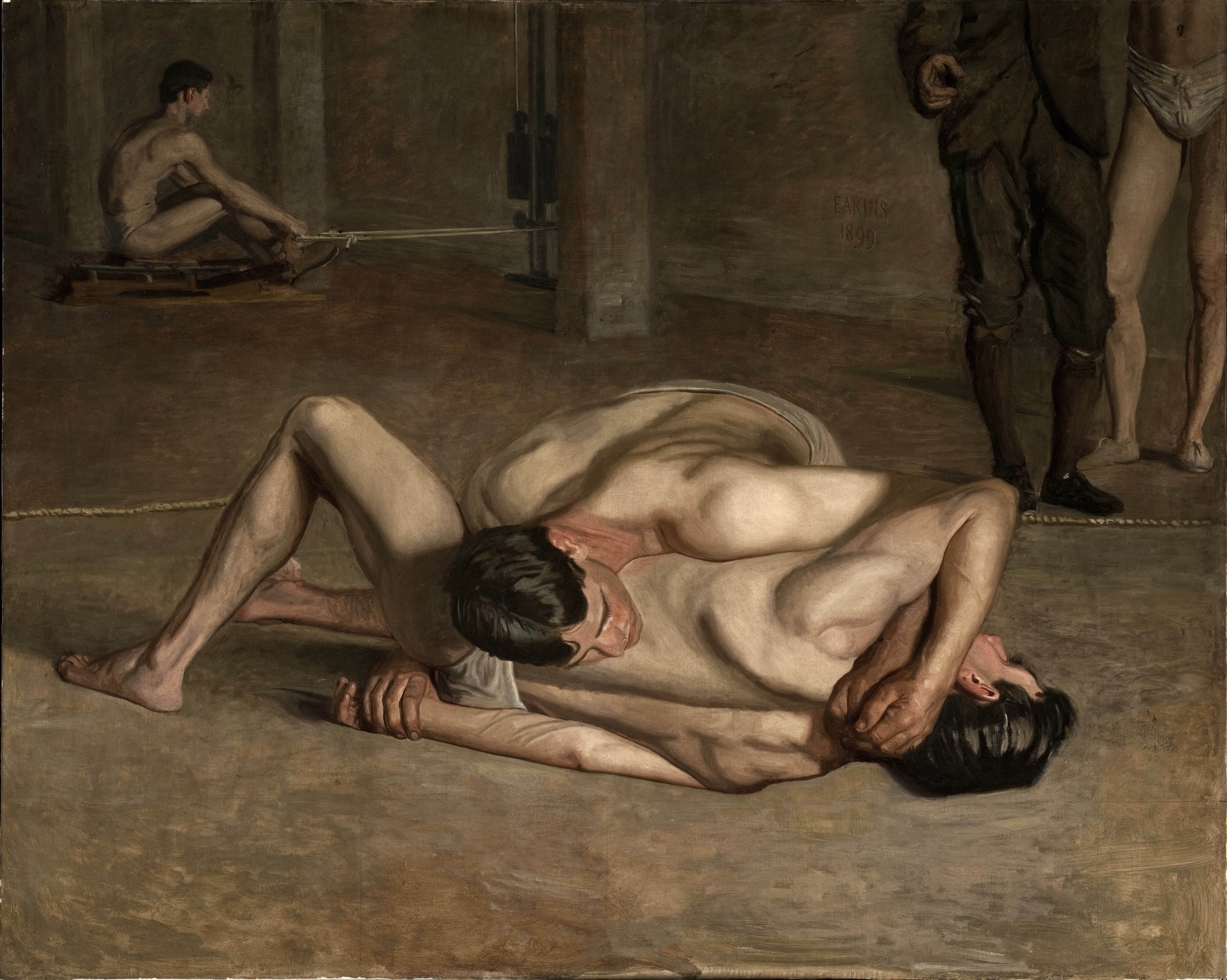
Thomas Eakins, Lutteurs
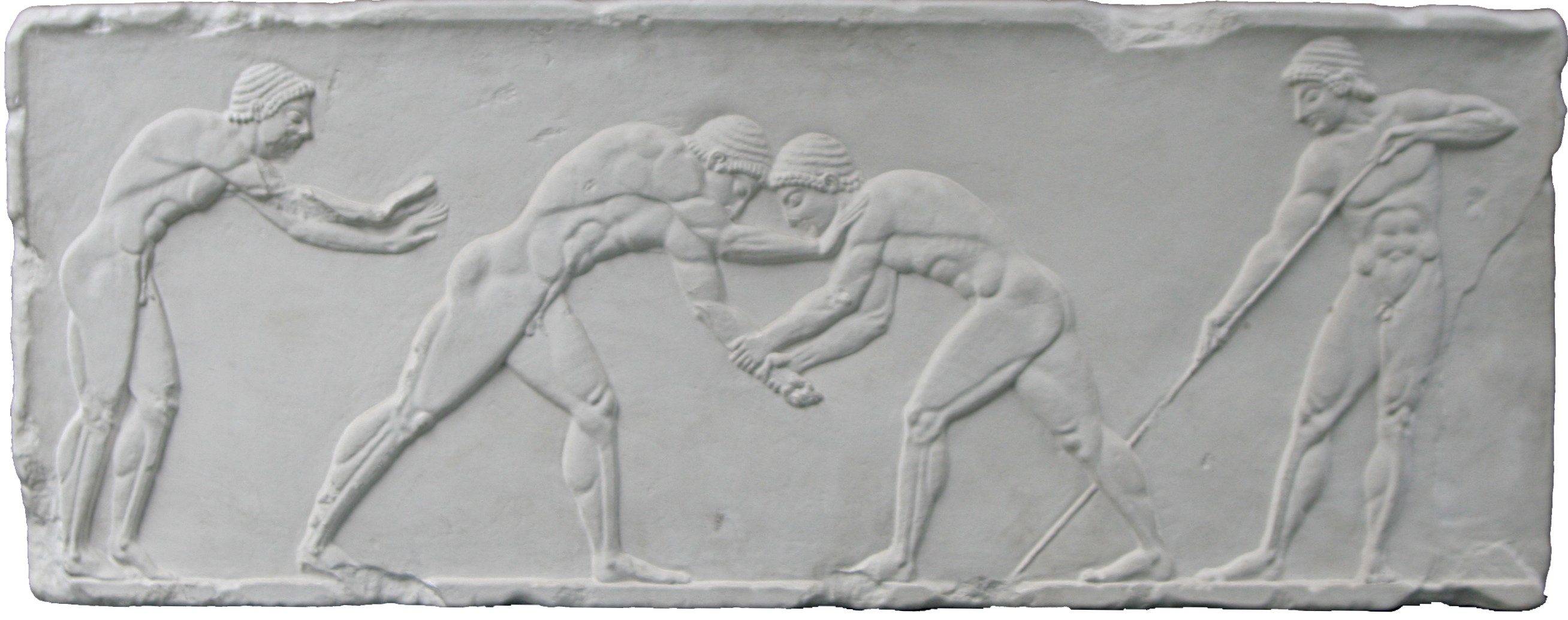
Bas-relief grec représentant le pentathlon
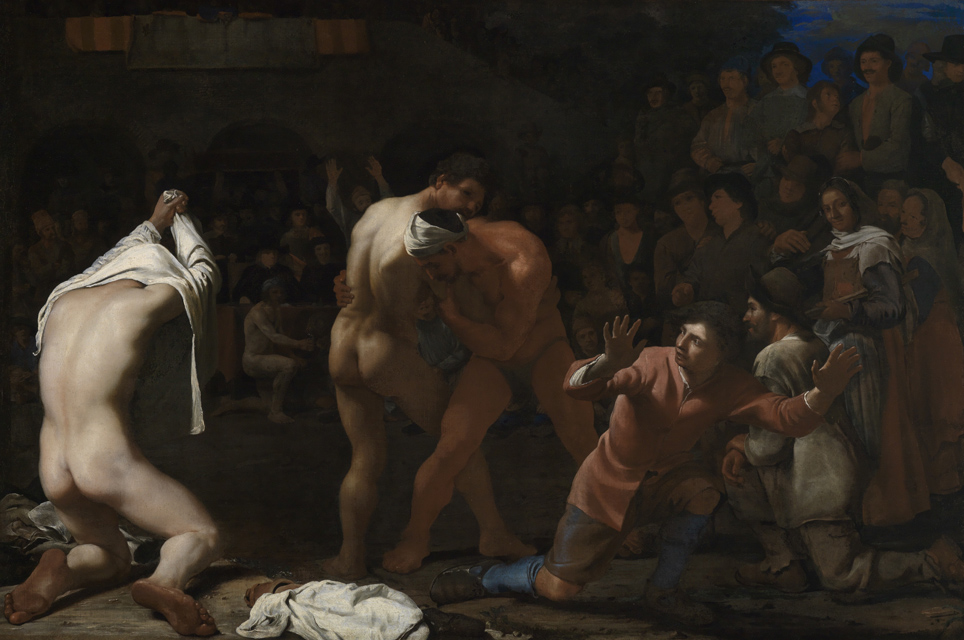
Michael Sweerts : Le Combat de lutteurs, Staatliche Kunstalle de Karlsruhe
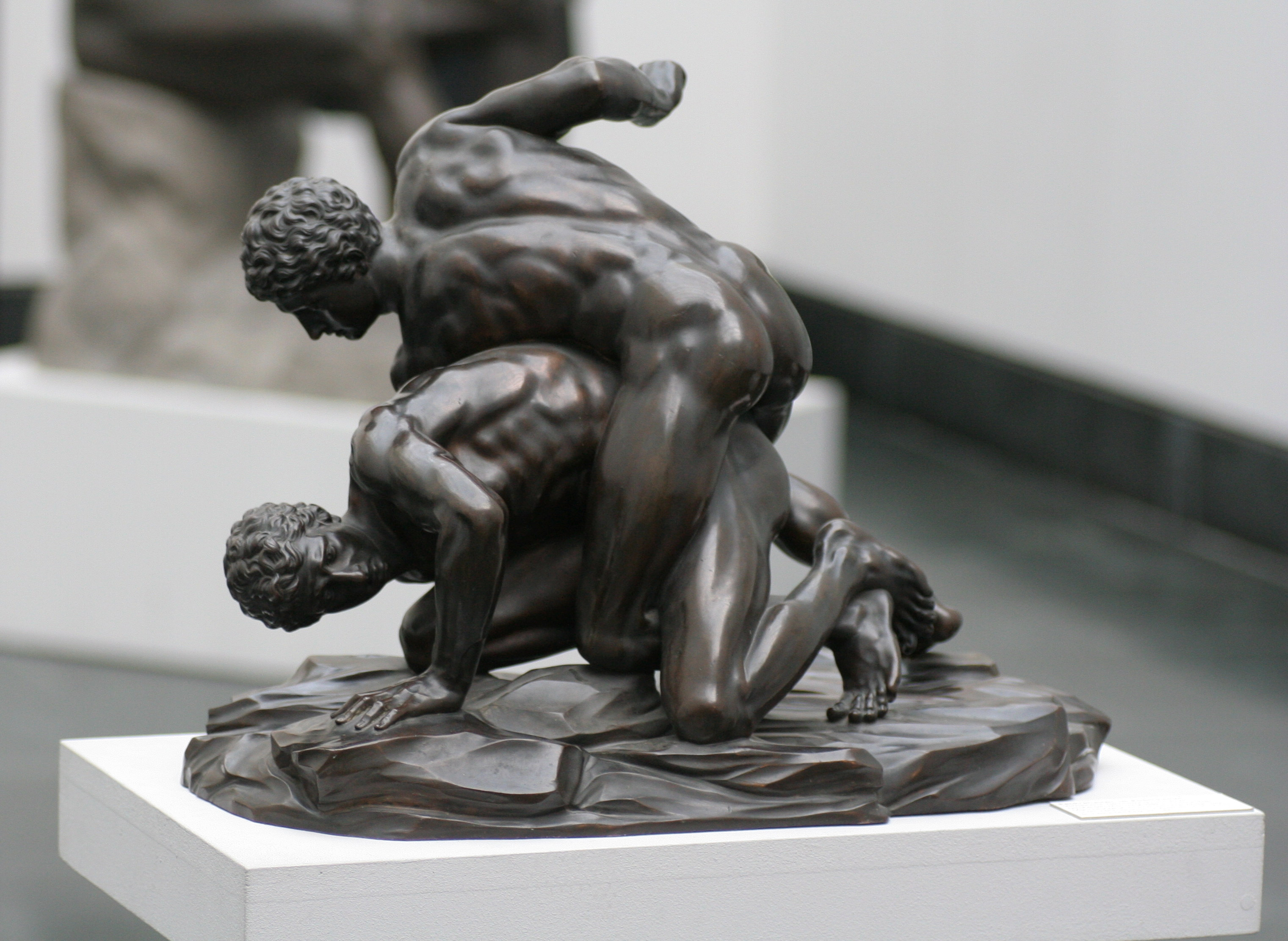
Copie d'une statue grecque du IIIe siècle av. J.-C.
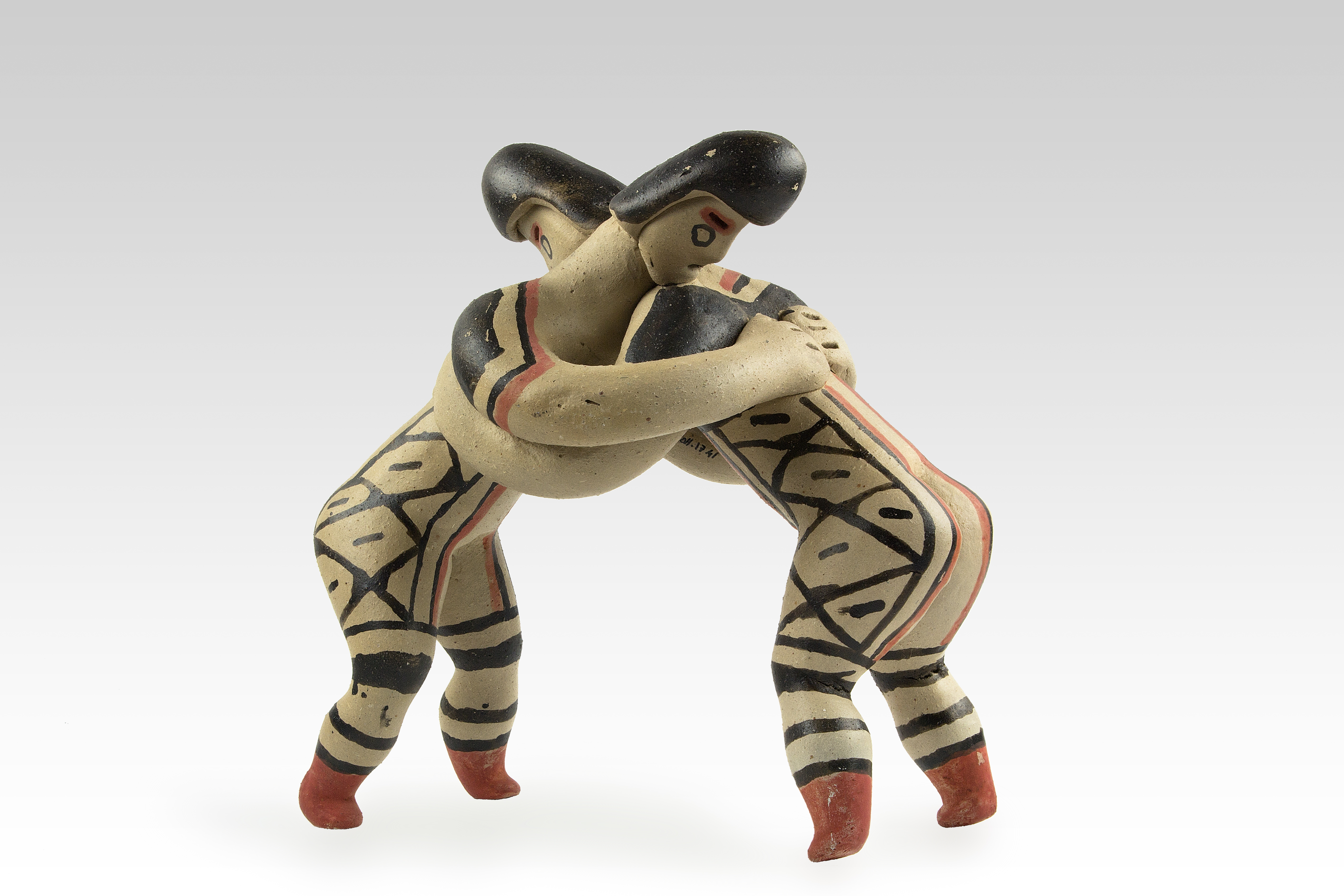
Statuette Karajà, lutteurs – Muséum de Toulouse
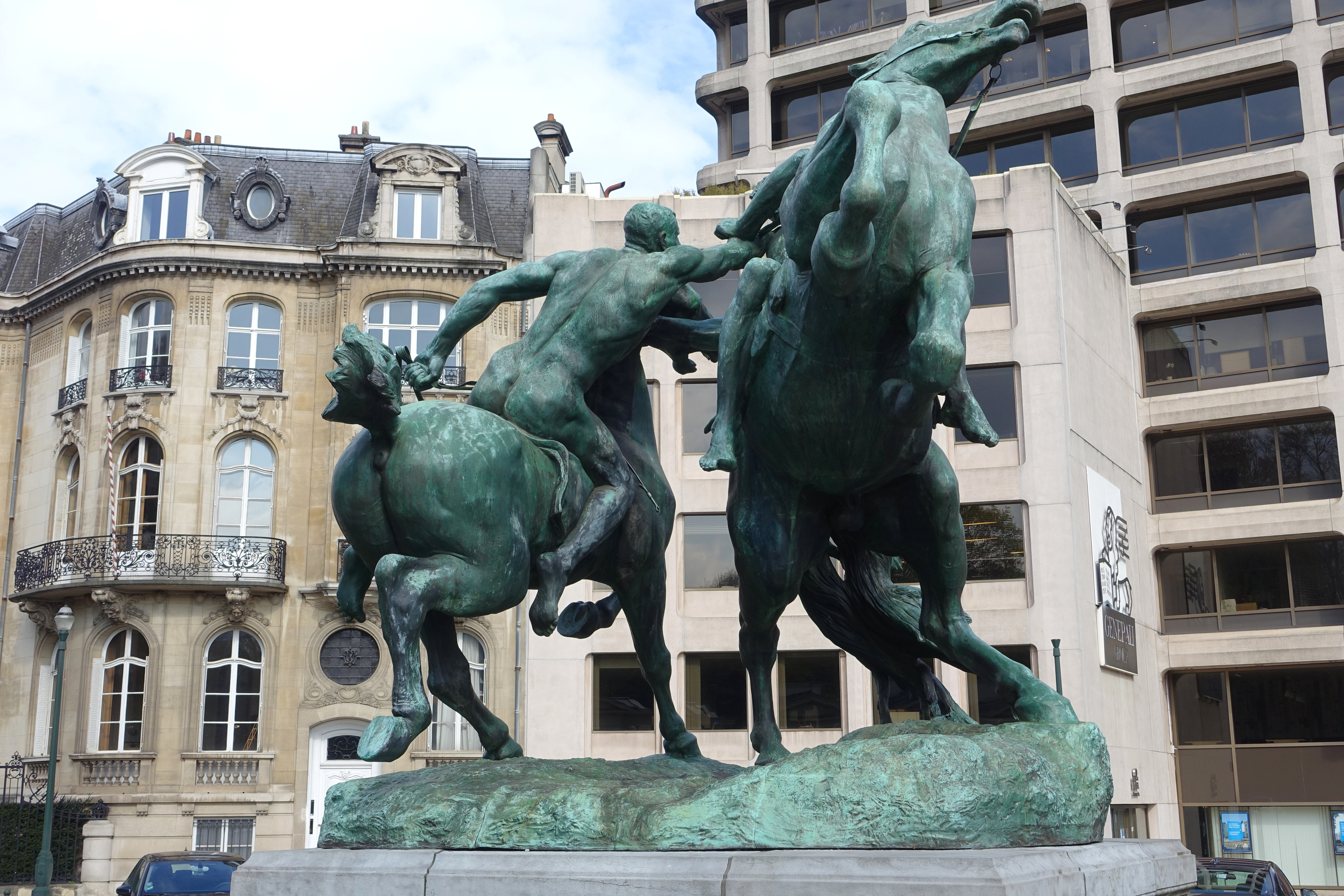
La Lutte équestre par Jacques de Lalaing - Bruxelles, Belgique

### Compétitions
- Lutte aux Jeux olympiques
- Jeux asiatiques
- Jeux Sud-Asiatiques
- Jeux Sud-Est-Asiatiques (JSEA)
- Championnats du monde de lutte